# И-320
И-320 — дальний всепогодный перехватчик, разработанный и построенный ОКБ Микояна и Гуревича в конце 1940-х годов.

## Перехватчик для ПВО СССР
В конце 1940-х годов в СССР началась разработка дальнего перехватчика, способного вести боевые действия против самолётов противника в любых метеорологических условиях и любое время суток, на максимально возможной дальности. В этом направлении работало сразу несколько конструкторских бюро. ОКБ Сухого разработало Су-15 (первый с таким обозначением), ОКБ Лавочкина — Ла-200, а в ОКБ Алексеева, на базе истребителя-бомбардировщика И-211 был создан перехватчик И-215. В свою очередь Микоян предложил, а затем построил И-320, это был второй самолёт с таким обозначением, первым была модификация МиГ-9 — И-320 «ФН». Последним к разработке приступило ОКБ Яковлева, причём именно перехватчик Як-25 был принят на вооружение.

## И-320 «Р-1»
При разработке И-320 за основу была взята конструкция МиГ-15, но виду того, что на новом истребителе должно было устанавливаться два двигателя и РЛС, а кабина быть двухместной, самолёт был существенно доработан. Кроме того, И-320 был значительно крупнее МиГ-15.
Второй двигатель РД-45Ф из-за больших поперечных габаритов было невозможно разместить в фюзеляже рядом с первым, поэтому была использована оригинальная схема компоновки аналогичная Ла-200 и Су-15. Двигатели были расположены тандемом, таким образом второй РД-45Ф разместили в своеобразном редане, а сопло вывели под фюзеляж. Канал воздухозаборника разделили на три части, первая вела к переднему двигателю, а две других к хвостовому.
Истребитель был оснащен РЛС «Торий А», расположенной в обтекателе в верхней части воздухозаборника. Места оператора РЛС и пилота были расположены рядом в широком фонаре с бронестеклом толщиной 105 мм с электрообогревом. Кабина была оборудована двумя индикаторами РЛС и двойным управлением, благодаря чему каждый член экипажа мог выполнять обязанности напарника. Кислородная система была индивидуальная для каждого лётчика, с общим запасом в 6 литров.
Ввиду того что дальний перехватчик предназначался для действий против бомбардировщиков, вооружение И-320 было исключительно мощным. Оно состояло из двух пушек Н-37 калибра 37-мм по бокам и внизу носовой части фюзеляжа с общим боезапасом в 100 снарядов.
В двух фюзеляжных топливных баках вмещалось 3300 литров. Задний бак имел специальный 45 литровый отсек для питания двигателя в перевёрнутом полёте. Подобная система была испытана на МиГ-15 «СВ», а затем внедрена на серийных МиГ-15. Кроме внутреннего запаса топлива, И-320 мог нести два подвесных 750 литровых топливных бака.
Крыло стреловидностью 35° имело скользящие закрылки профиля ЦАГИ, элероны и пару аэродинамических гребней на полуразмахе. Стреловидность стабилизатора равнялась 40°, а киля 59°27'.
Опытный самолёт «Р-1» был достроен в апреле 1949 года, после чего начались заводские испытания. 16 апреля лётчики испытатели Султан Амет-Хан и Я. И. Верников выполнили первый полёт на новом самолёте. Заводские испытания были завершены 18 января 1950, кроме вышеупомянутых пилотов в них приняли участие А. Н. Чернобуров, И. Т. Иващенко, С. Н. Анохин и М. Л. Галлай. Во время государственных испытаний, в 14 полётах испытывали РЛС «Торий», из них 9 полётов были выполнены на перехват самолётов Ли-2, Ту-2, Ту-4 и Б-17 Флаинг Фортресс.
В целом И-320 удовлетворял заказчика, он имел хорошие лётные данные и был прост в управлении, но госиспытаний всё же не выдержал из-за поперечной неустойчивости на числах М=0,89…0,90 и «валёжки» на скоростях 930…940 км/ч.

## И-320 «Р-2»
В ноябре 1949 года был завершен второй прототип И-320 «Р-2», его главным отличием были двигатели ВК-1 вместо РД-45Ф. Кроме новой силовой установки, на «Р-2» был улучшен обзор, усовершенствован механизм сброса фонаря в воздухе, установлены антиобледенители крыла и оперения, введен электрообогрев каналов воздухозаборника. Вооружение было усилено за счет установки ещё одной пушки Н-37, боезапас соответственно был увеличен на 50 снарядов. Первоначально «Р-2», как и «Р-1» был оснащен РЛС «Торий-А», но в ходе испытаний на истребителе была установлена РЛС «Коршун».
Испытания «Р-2» начались в декабре 1949 года, но были прерваны 13 марта 1950 года из-за аварии. Причиной аварии послужил разорвавшийся в пушке снаряд, серьёзно повредивший носовую часть самолёта. Во время ремонта в конструкцию самолёта было внесено несколько изменений, после чего он получил обозначение «Р-3».

## И-320 «Р-3»
В ходе ремонта в конструкцию «Р-2» было внесено несколько изменений, после чего истребитель получил обозначение «Р-3». Было уменьшено поперечное V крыла, увеличена длина интерцепторов, установлен автомат открытия аэродинамических тормозов и на каждую консоль был добавлен дополнительный аэродинамический гребень. Первый после ремонта полёт состоялся 31 марта 1950 года.
Госиспытания, прерванные аварией, были возобновлены 13 апреля, а закончены 23 апреля. Всего за время государственных испытаний на самолёте «Р-2»/«Р-3» было выполнено 60 полётов общей продолжительностью 45 часов 55 минут.
Этапа государственных испытаний И-320 так и не преодолел, первым дальним или барражирующим реактивным перехватчиком Советского Союза стал истребитель Яковлева Як-25. Сами прототипы после завершения госиспытаний некоторое время использовались для отработки различных авиационных систем, в частности летом 1950 года на «Р-1» и «Р-3» были испытаны системы слепой посадки «Материк» и «Магний-М».

## Тактико-технические характеристики
Приведены данные И-320 Р-1.
Источник данных: Gunston B., Gordon Y., 1998.

Технические характеристики
- Экипаж: 2 пилота
- Длина: 15,775 м
- Размах крыла: 14,2 м
- Высота:
- Площадь крыла: 41,2 м²
- База шасси: 4,754 м
- Колея шасси: 5,444 м
- Масса пустого: 7367 кг
- Нормальная взлётная масса: 10 265 кг
- Масса топлива во внутренних баках: 2700 кг
- Объём топливных баков: 3300 л
- Силовая установка: 2 × ТРД РД-45Ф
- Тяга: 2 × 2270 кгс (22,3 кН)

Лётные характеристики
- Максимальная скорость: 1040 км/ч у земли
  - на высоте: 994 км/ч на 10 000 м
- Посадочная скорость: 185 км/ч
- Практическая дальность: 1205 км
- Практический потолок: 15 000 м
- Время набора высоты:
  - 5000 м за 2,3 мин
  - 10 000 м за 5,65 мин
- Нагрузка на крыло: 249,2 кг/м²
- Тяговооружённость: 0,44
- Длина разбега: 610 м
- Длина пробега: 770 м

Вооружение
- Стрелково-пушечное: 2 × 37 мм пушка Н-37Д с 60 патр. на ствол